# Cassano Magnago
Cassano Magnago är en ort och kommun i provinsen Varese i Lombardiet i norra Italien. Kommunen hade 21 731 invånare (2018) och gränsar till kommunerna Busto Arsizio, Cairate, Carnago, Cavaria con Premezzo, Fagnano Olona, Gallarate och Oggiona con Santo Stefano.

## Kända personer från Cassano Magnago
- Ivan Basso
- Umberto Bossi